# 丹波時長
丹波 時長（たんば の ときなが、生没年不詳）は、平安時代から鎌倉時代前期にかけての医師。典薬頭・丹波長基の子。官位は従四位上・典薬頭。

## 経歴
医者として名声を極めた人物であり、正治元年（1199年）に源頼朝の次女・乙姫が病に倒れると、鎌倉幕府より治療のために鎌倉に下向するように求められるが固辞した。しかし院宣が出たため、鎌倉に下向して治療に当たった。一時的に乙姫は回復したが、後に再び体調を崩して回復の見込み無しとして都に帰ったという。
承久元年（1219年）に第3代将軍・源実朝が暗殺され、九条頼経が後継の将軍として鎌倉に下向すると、子の長世と共に鎌倉に下向して将軍家の権侍医として仕えたという。

## 系譜[2]
- 父：丹波長基
- 母：不詳
- 妻：不詳
  - 男子：丹波長世
  - 男子：丹波時典
  - 男子：丹波康世

## 関連作品
テレビドラマ
- 『草燃える』（1979年、NHK大河ドラマ、演：浜村純）